# Pilar Primo de Rivera
Pilar Primo de Rivera y Sáenz de Heredia, (Madrid, 4 novembre 1907 - Madrid, 17 mars 1991) est une personnalité politique espagnole.
Fille de Miguel Primo de Rivera, dictateur sous le règne d'Alphonse XIII, elle est la sœur de José Antonio Primo de Rivera. 
Elle a fondé en 1934 la Sección Femenina de la Phalange espagnole et l’a dirigée jusqu'à sa dissolution en 1977.

## Biographie
Pilar Primo de Rivera contribua activement à la fondation de la Phalange espagnole auprès de son frère, en 1933, et fut déléguée nationale de la Section féminine du mouvement de sa création en 1934 à sa dissolution, en 1977.
Au-delà de son action politique et sociale, elle travailla à favoriser la récupération et le développement des traditions folkloriques espagnoles, notamment dans le domaine de la musique et des danses régionales.
Elle ne se maria pas, resta sans descendance  et décida de dédier sa vie à la Phalange, se consacrant à une action qu'elle considérait être l'accomplissement de la vision politique inachevée de José Antonio Primo de Rivera.  
Après la disparition de la Section féminine, Pilar Primo de Rivera fut élue présidente de l'Asociación Nueva Andadura regroupant les vétéranes de la Section féminine, fonction qu'elle exerça jusqu'à sa mort en 1991.
Son rôle dans la politique sociale du régime du général Franco lui ont valu d'être honorée du titre de Comtesse del Castillo de la Mota et de recevoir de prestigieuses décorations, comme la Gran Cruz de la Orden de Isabel la Católica, la Cruz de la Orden de Alfonso X el Sabio, le grand collier de la Orden de Cisneros et la Medalla al Mérito en el Trabajo.
Elle est enterrée au cimetière de San Isidro, à Madrid.

### Déléguée nationale de laSección Femenina(1934-1977)
Durant la Seconde République espagnole, la Section féminine se dédia en particulier au soutien des familles de militants phalangistes emprisonnés ou exécutés. Son action se développa considérablement durant la Guerre civile et elle comptait 580.000 membres en 1939.
Elle défend une vision très conservatrice du rôle des femmes, estimant qu'elles se doivent de rester soumises aux hommes et de se consacrer à leur foyer. Elle s'oppose également à une participation directe des femmes dans la vie politique du pays : « La seule mission assignée aux femmes est le foyer ».
Fervente admiratrice de l'Allemagne nazie, qu'elle a visitée à plusieurs reprises, Pilar Primo de Rivera dirige d'une main de fer la section féminine de la Phalange. Après la guerre, alors que la Phalange avait été intégrée au parti unique du régime franquiste, Pilar pensa un moment quitter ses fonctions de Déléguée nationale. Elle écrit alors au général Franco : « Je ne puis, en conscience, continuer à collaborer à ce que nous faisons croire aux gens comme étant la Phalange et qui ne l'est en réalité pas (...) La Phalange qui devait être un corps total inspirateur des actes de l'État dans un moment peut-être critique pour l'Espagne, depuis un certain temps n'est plus qu'une désorganisation languissante dans laquelle l'unique chose encore debout est la Section féminine ».
« Dans les années quarante, la Section féminine offrait un large éventail d'activités et de programmes destinés à profiter aux femmes et aux enfants. Elle visait à atteindre la société espagnole tout entière, y compris dans les régions rurales et reculées », souligne l'historienne Jessica Davidson.  
Au début des années soixante, la Section féminine « créa et mena avec succès un lobbying en faveur de la Loi des droits politiques, professionnels, et du travail des femmes (« Ley de Derechos Políticos, Profesionales, y de Trabajo de la Mujer »), qui fut instaurée en 1961. Cette loi reconnaissait et répondait au changement du monde du travail des femmes intervenant dans les dernières années du régime de Franco (1939 - 1975), et établit la Section féminine comme avocat de leurs droits au travail ». 
Dans son préambule, la nouvelle loi rappelle : « Le principe de non-discrimination pour raison de sexe ou d'état dans la titularité et l'exercice par les Espagnols des droits politiques et professionnels est strictement reconnu par la Charte des Espagnols (…) La loi présente n'a pas d'autre objet ou finalité que de développer et mettre en application effective ces principes, supprimant ainsi les restrictions et les discriminations fondées sur des situations sociologiques qui appartiennent au passé et qui ne sont conciliables ni avec la formation et les capacités de la femme espagnole, ni avec sa promotion évidente à des postes et tâches de travail et de responsabilité ».
Selon le journaliste José Maria Zavala, bien que consciente du fait que la mort du général Franco entraînerait une ère de réformes, Pilar Primo de Rivera se « considéra trahie » par le roi Juan Carlos Ier et le président du gouvernement Adolfo Suarez lors de la publication du décret de dissolution du Movimiento (1er avril 1977) qui mit aussi fin à sa mission de Déléguée nationale de la Section féminine en mai 1977.